# Sara González Lolo
Sara González Lolo (Gijón, Asturias, 17 de marzo de 1992) es una jugadora española de hockey sobre patines que juega de defensa en el Telecable Hockey Club, equipo del que es capitana. 

## Trayectoria
Sara Lolo jugó durante toda su carrera deportiva en el club en el que se inició, el CP Gijón Solimar. Empezó a jugar al hockey en 2002 en el colegio Atalía, cuando solo tenía 10 años, con la que fue su entrenadora y posteriormente también compañera, María Fernández "Pulgui". En 2004, con 12 años, da el salto a los equipos federados del CP Gijón Solimar y en 2007 entra a formar parte del primer equipo, en aquel entonces denominado Biesca Gijón, hoy Telecable Hockey Club
En la temporada 2015-2016 asume el rol de capitana del equipo.
En 2017 recibe el premio a la mejor deportista asturiana del año.
Sara Lolo fue, junto con la también asturiana Natasha Lee, la única jugadora que marcó gol en todas las ediciones disputadas de la OK Liga hasta su retirada de las pistas al finalizar la temporada 2024-2025.

## Clubes
| Club        | País   | Temporadas  |
| ----------- | ------ | ----------- |
| GIJÓN H. C. | España | 2007 - 2025 |

## Palmarés

### Palmarés nacional
- 5 OK Liga (2008/09,[5] 2016/17,[6][7] 2017/18,[8][9] 2022/23, 2024/25)
- 5 Copas de la Reina (2012,[10] 2013,[11] 2016,[12] 2019[13] y 2023)
- 2 Supercopa de España (2022, 2023)

### Palmarés internacional
- 4 Copas de Europa de clubes (2009, 2010, 2012[14] y 2018[15])
- 1 Campeonato de Europa sub-19 (2009)[16]
- 1 Campeonato de Europa sub-20 (2010)[17]
- 4 Campeonatos de Europa (2011,[18] 2013, 2015[19] y 2018[20])
- 3 Campeonatos del Mundo (2016,[21] 2017[22] y 2019[23])